# Premi Goya 2003
La cerimonia di premiazione della 17ª edizione dei Premi Goya si è svolta il 1º febbraio 2003 al Palacio de Congresos di Madrid.

## Vincitori e candidati
I vincitori sono indicati in grassetto, a seguire gli altri candidati.

### Miglior film
- I lunedì al sole (Los lunes al sol), regia di Fernando León de Aranoa
- L'altro lato del letto (El otro lado de la cama), regia di Emilio Martínez Lázaro
- The City of No Limits (En la ciudad sin límites), regia di Antonio Hernández
- Parla con lei (Hable con ella), regia di Pedro Almodóvar

### Miglior regista
- Fernando León de Aranoa - I lunedì al sole (Los lunes al sol)
- Emilio Martínez Lázaro - L'altro lato del letto (El otro lado de la cama)
- Antonio Hernández - The City of No Limits (En la ciudad sin límites)
- Pedro Almodóvar - Parla con lei (Hable con ella)

### Miglior attore protagonista
- Javier Bardem - I lunedì al sole (Los lunes al sol)
- Sancho Gracia - 800 balas
- Juan Luis Galiardo - El caballero Don Quijote
- Javier Cámara - Parla con lei (Hable con ella)

### Migliore attrice protagonista
- Mercedes Sampietro - Lugares comunes
- Leonor Watling - A mia madre piacciono le donne (A mi madre le gustan las mujeres)
- Ana Fernández - Historia de un beso
- Adriana Ozores - La vida de nadie

### Miglior attore non protagonista
- Luis Tosar - I lunedì al sole (Los lunes al sol)
- Alberto San Juan - L'altro lato del letto (El otro lado de la cama)
- Carlos Hipólito - Historia de un beso
- José Coronado - Box 507 (La caja 507)

### Migliore attrice non protagonista
- Geraldine Chaplin - The City of No Limits (En la ciudad sin límites)
- María Esteve - L'altro lato del letto (El otro lado de la cama)
- Tina Sainz - Historia de un beso
- Mar Regueras - Rencor

### Miglior attore rivelazione
- José Ángel Egido - I lunedì al sole (Los lunes al sol)
- Roberto Enríquez - El alquimista impaciente
- Carlos Iglesias - El caballero Don Quijote
- Guillermo Toledo - L'altro lato del letto (El otro lado de la cama)

### Migliore attrice rivelazione
- Dolores González Flores - Rencor
- Clara Lago - Il viaggio di Carol (El viaje de Carol)
- Marta Etura - La vida de nadie
- Nieve de Medina - I lunedì al sole (Los lunes al sol)

### Miglior regista esordiente
- Julio Wallowits e Roger Gual - Smoking Room
- Inés París e Daniela Fejerman - A mia madre piacciono le donne (A mi madre le gustan las mujeres)
- Eduard Cortés - La vida de nadie
- Ramón Salazar - Piedras

### Miglior sceneggiatura originale
- Enrique Braso e Antonio Hernández - The City of No Limits (En la ciudad sin límites)
- Pedro Almodóvar - Parla con lei (Hable con ella)
- Fernando León de Aranoa e Ignacio del Moral - I lunedì al sole (Los lunes al sol)
- Julio Wallowits e Roger Gual - Smoking Room

### Miglior sceneggiatura non originale
- Adolfo Aristarain e Kathy Saavedra - Lugares comunes
- Manuel Gutiérrez Aragón - El caballero Don Quijote
- Fernando Trueba - El embrujo de Shanghai
- Antonio Chavarrías - Volverás

### Miglior produzione
- Fernando Victoria de Lecea - Box 507 (La caja 507)
- Luis Gutiérrez - El embrujo de Shanghai
- Andrés Santana - Il viaggio di Carol (El viaje de Carol)
- Javier Arsuaga - Guerreros

### Miglior fotografia
- José Luis Alcaine - El caballero Don Quijote
- José Luis López-Linares - El embrujo de Shanghai
- Raúl Pérez Cubero - Historia de un beso
- Néstor Calvo Nos miran

### Miglior montaggio
- Ángel Hernández Zoido - Box 507 (La caja 507)
- Alejandro Lázaro - 800 balas
- Ernest Blasi - Aro Tolbukhin en la mente del asesino
- Nacho Ruiz Capillas - I lunedì al sole (Los lunes al sol)

### Miglior colonna sonora
- Alberto Iglesias - Parla con lei (Hable con ella)
- Roque Baños - 800 balas
- Juan Bardem - A mia madre piacciono le donne (A mi madre le gustan las mujeres)
- Víctor Reyes - The City of No Limits (En la ciudad sin límites)

### Miglior canzone
- Sevillana para Carlos di Roque Baños - Salomé
- Ojos de gacela di Eva Gancedo e Rasha - Arderás conmigo
- Un lugar más allá di Emilio Alquezar e Manuel Cubedo - Dragon Hill, la colina del dragón
- Human Monkeys di Najwa Nimri e Carlos Jean - Guerreros

### Miglior scenografia
- Salvador Parra - El embrujo de Shanghai
- Rafael Palmero - El alquimista impaciente
- Félix Murcia - El caballero Don Quijote
- Gil Parrondo - Historia de un beso

### Migliori costumi
- Lala Huete - El embrujo de Shanghai
- Anna Anni, Alberto Spiazzi e Alexandro Lai - Callas Forever
- Lena Mossun - Il viaggio di Carol (El viaje de Carol)
- Gumersindo Andrés - Historia de un beso

### Miglior trucco e acconciatura
- Gregorio Ros e Pepito Juez - El embrujo de Shanghai
- Paca Almenara, Alicia López e Antonio Panizza - Historia de un beso
- Gemma Planchadell e Mónica Núñez - Lisístrata
- Susana Sánchez e Manolo Carretero - Trece campanadas

### Miglior sonoro
- Gilles Ortión, Alfonso Pino, Pelayo Gutiérrez e José Vinader - L'altro lato del letto (El otro lado de la cama)
- Salva Máyolas, Dani Fontrodona e Marc Orts - Darkness
- Miguel Rejas, José Antonio Bermúdez, Manuel Laguna, Rosa Ortiz e Diego Garrido - Parla con lei (Hable con ella)
- Licio Marcos de Oliveira, Luis de Veciana e Alfonso Pino - Box 507 (La caja 507)

### Migliori effetti speciali
- Juan Ramón Molina, Félix Bergés e Rafa Solórzano - 800 balas
- Raúl Romanillos, Félix Bergés e Carlos Martínez - El robo más grande jamás contado
- Reyes Abades, Emilio Ruiz del Río e Aurelio Sánchez Herrera - Guerreros
- David Martí, Montse Ribé e Jorge Calvo - Parla con lei (Hable con ella)

### Miglior film d'animazione
- Dragon Hill, la colina del dragón, regia di Ángel Izquierdo
- Anje, la leyenda del Pirineo, regia di Juanjo Elordi
- El rey de la granja, regia di Gregorio Muro e Carlos Zabala
- Puerta del tiempo, regia di Pedro Delgado

### Miglior documentario
- El efecto Iguazú, regia di Pere Joan Ventura
- Balseros, regia di Carles Bosch e Josep Maria Domènech
- De Salamanca a ninguna parte, regia di Chema de la Peña
- Il popolo migratore (Le peuple migrateur), regia di Jacques Perrin, Jacques Cluzaud e Michel Debats

### Miglior film europeo
- Il pianista (The Pianist), regia di Roman Polański
- Ricette d'amore (Bella Martha), regia di Sandra Nettelbeck
- Gosford Park, regia di Robert Altman
- Italiano per principianti (Italiensk for begyndere), regia di Lone Scherfig

### Miglior film straniero in lingua spagnola
- El último tren, regia di Diego Arsuaga
- Il crimine di Padre Amaro (El crimen del padre Amaro), regia di Carlos Carrera
- Nada, regia di Juan Carlos Cremata
- Un día de suerte, regia di Sandra Gugliotta

### Miglior cortometraggio di finzione
- Nada que perder, regia di Rafa Russo
- El espantapájaros, regia di Gonzalo Zona
- Historia de un buho, regia di José Luis Acosta
- Hoy por ti mañana por mí, regia di Fran Torres
- Uno más, uno menos, regia di Alvaro Pastor e Antonio Naharro

### Miglior cortometraggio documentario
- Túnel número 20, regia di Ramón de Fontecha
- Howard Hawks, San Sebastián 1972, regia di Samuel Martínez Martín
- Marmadrid, regia di Rafael Rodríguez Tranche

### Miglior cortometraggio d'animazione
- Sr. Trapo, regia di Raúl Díez Rodríguez
- El negre es el color dels deus, regia di Anna Solanas e Marc Riba
- T.V., regia di Pablo Núñez e Antonio Ojeda

### Premio Goya alla carriera
- Manuel Alexandre